# Mongezi Feza
Mongezi Feza (né en 1945 à Queenstown – mort le 14 décembre 1975 à Londres d'une pneumonie) est un trompettiste et un flûtiste de jazz sud-africain.

## Biographie
Membre du « Blue Notes » de Chris McGregor, il quitte l'Afrique du Sud en 1964. Il s'installe en Angleterre où il joue notamment avec le musicien de rock britannique Robert Wyatt, et avec le groupe Henry Cow. Il a aussi été membre du « Brotherhood of Breath » de McGregor.